# Парини, Джузеппе
Джузеппе Парини (итал. Giuseppe Parini; 23 мая 1729, Бозизьо — 15 августа 1799, Милан) — итальянский поэт, представитель итальянского просветительского классицизма.

## Биография
Родился в семье мелкого торговца в Ломбардии. Получил образование в Милане. С 1754 — аббат. В 1768 работал редактором газеты. С 1769 преподавал красноречие и изящное искусство.

## Творчество
В 1760 году начал писать сатирическую поэму в четырёх частях «День» («Il giorno»), высмеивающую праздность и духовное ничтожество аристократии. В 1763 опубликовал первую часть «Утро» («Il mattino»), которая принесла ему известность. В 1765 представил «Полдень» (Il mezzogiorno). Остальные части — «Вечер» («Il vespro») и «Ночь» («La notte») оставил незаконченными, их публикация состоялась уже после смерти поэта.
Сатирическая поэма Джузеппе Парини пользовалась большой известностью в России в 1820—1830 годах. Князь Одоевский рекомендовал переводчикам обратить на неё внимание в 1824 году. Некоторые литературоведы считают, что в первой главе «Евгения Онегина» сказывается влияние поэзии Парини, что говорит о знакомстве Пушкина с его творчеством.

## Память

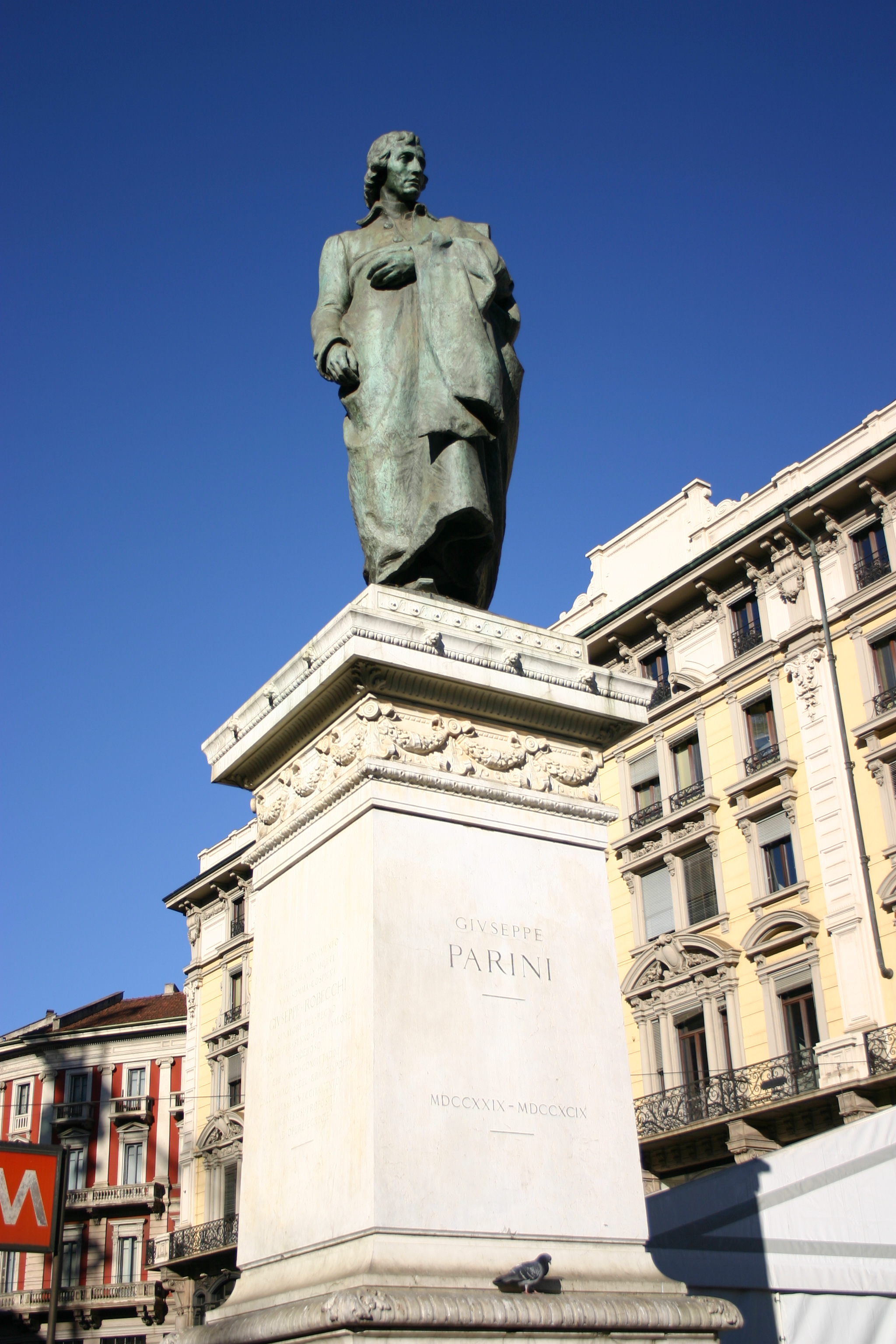
Памятник Парини в Милане

Памятник Парини воздвигнут в Милане (улица Данте) (скульптор Луиджи Секки, архитектор Л. Бельтрами)